# 細田橋

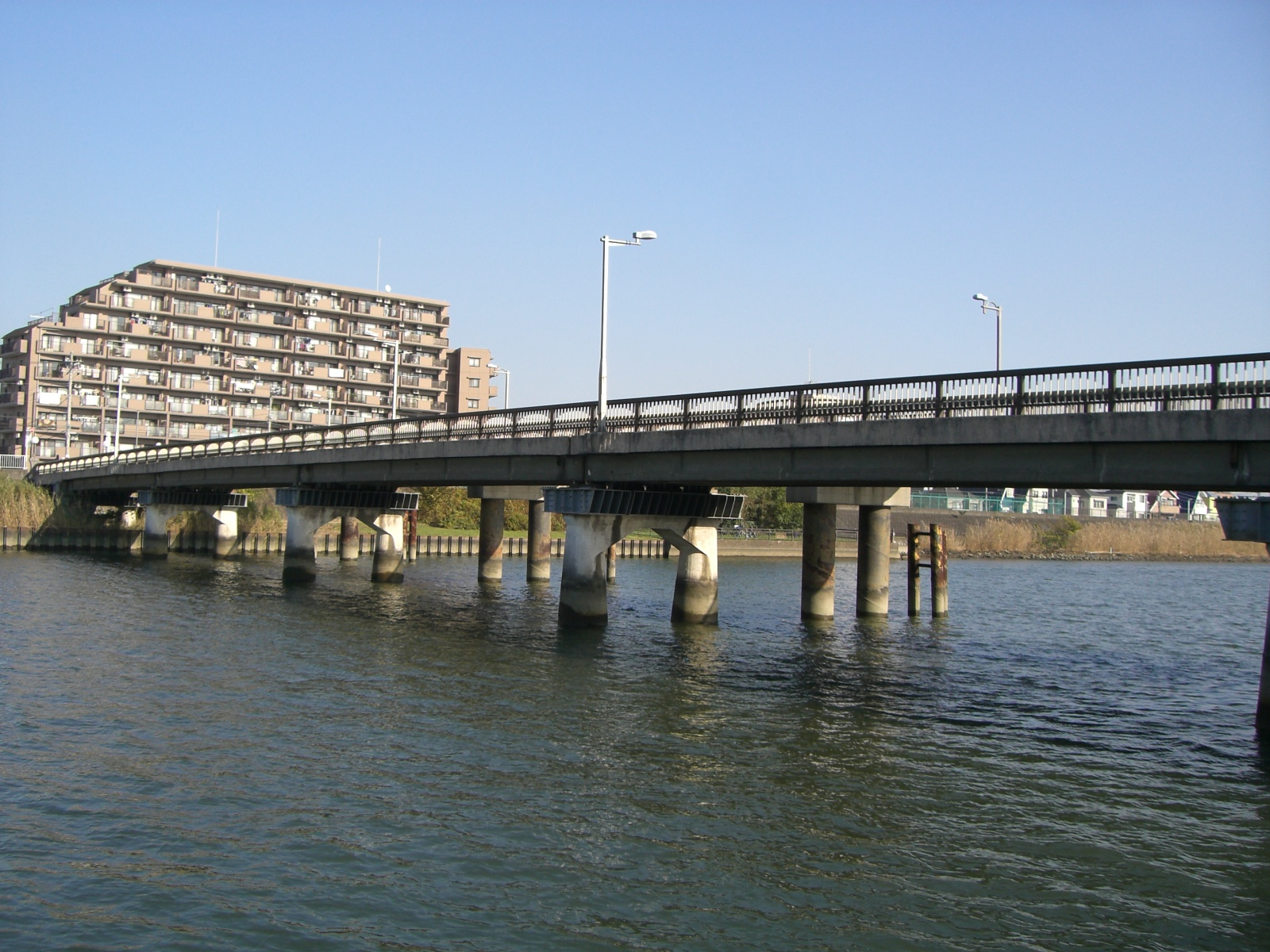
細田橋（2017年11月）

細田橋（ほそだばし）は、新中川に架かる橋のひとつで、東岸の東京都葛飾区細田三丁目と西岸の細田二丁目を結ぶ。西岸にある奥戸運動場への連絡橋の役目も果たしている。

## 歴史
- 1960年（昭和35年）11月[1] 新中川掘削工事に伴い架橋。
- 1979年（昭和54年）[2]3月 下流側に長さ120.34 mの細田橋人道橋が設置され、人車分離された。

## 諸元
- 形式 – 5径間上路鋼鈑桁橋
- 橋長 – 119.0 m[1]
- 幅員 – 4.5 m（車道）
- 管理 – 葛飾区

## 架け替え計画
橋を管理する葛飾区は、安全性と快適性を兼ね備えた橋への架け替えを検討するため「新中川橋梁架け替え事業計画」を平成20年度に策定した。
初年度は、架け替え計画•検討するための現況調査等を実施する。

## 周辺
- 奥戸運動場
- 環七通り
- 株式会社トステム ビル関東第二支店
- JR新金線

## 隣の橋
- 新中川

（上流） - 中川分水点 - 高砂諏訪橋 - 細田橋 - 三和橋 - 八剣橋 - （下流）